# Seraucourt-le-Grand
Seraucourt-le-Grand település Franciaországban, Aisne megyében. Lakosainak száma 714 fő (2022. január 1.). Seraucourt-le-Grand Artemps, Clastres, Contescourt, Essigny-le-Grand, Fontaine-lès-Clercs, Happencourt és Roupy községekkel határos.

## Népesség
A település népessége az elmúlt években az alábbi módon változott:
| Lakosok száma | 540  | 614  | 738  | 784  | 782  | 777  | 769  | 742  | 729  | 714  |
|               | 1968 | 1982 | 1990 | 2006 | 2013 | 2015 | 2017 | 2019 | 2020 | 2022 |